# 176
Évszázadok: 1. század – 2. század – 3. század
Évtizedek: 120-as évek – 130-as évek – 140-es évek – 150-es évek – 160-as évek – 170-es évek – 180-as évek – 190-es évek – 200-as évek – 210-es évek – 220-as évek
Évek: 171 – 172 – 173 – 174 –  175 – 176 – 177 – 178 – 179 – 180 – 181

## Események

### Római Birodalom
- Tiberius Pomponius Proculus Vitrasius Polliót és Marcus Flavius Apert választják consulnak.
- Marcus Aurelius és fia, Commodus keleti körútján Alexandriában telel, majd Antiochián és Kis-Ázsián keresztül megérkezik Athénba, ahol mindkettejüket beavatják az eleusziszi misztériumokba.
- A császár és fia ősz végére visszaérkezik Rómába, ahol december 23-án diadalmenetet tartanak a germánok legyőzéséért. Marcus Aurelius nyolc évnyi hadakozás után tér vissza a birodalom fővárosába.
- Commodus imperatori és tribunusi rangot és jogköröket kap.

## Születések
- Liu Pien, kínai császár
- Ma Csao, kínai hadúr

## Fordítás
- Ez a szócikk részben vagy egészben  a(z)   176 című francia Wikipédia-szócikk ezen változatának fordításán alapul.  Az eredeti cikk szerkesztőit annak laptörténete sorolja fel. Ez a jelzés csupán a megfogalmazás eredetét és a szerzői jogokat jelzi, nem szolgál a cikkben szereplő információk forrásmegjelöléseként.